# Vigneux-sur-Seine
Vigneux-sur-Seine is een gemeente in het Franse departement Essonne (regio Île-de-France). De gemeente telde 31.233 inwoners op 1 januari 2022. De plaats maakt deel uit van het arrondissement Évry.

## Geografie
De oppervlakte van Vigneux-sur-Seine bedroeg op 1 januari 2022 8,77 vierkante kilometer; de bevolkingsdichtheid was toen 3.561,3 inwoners per km².
De gemeente ligt in het noordwesten aan de Seine. Tussen 1860 en 1864 werd er ter hoogte van Ablon-sur-Seine een sluis gebouwd op de Seine om het toenemende scheepvaartverkeer te regelen. Veertig jaar later werd er een tweede sluis gebouwd aan de andere zijde van de Seine, bij Vigneux-sur-Seine. In 1982 werd het sluizencomplex gemoderniseerd. Het meer Lac Montablot in de gemeente heeft een oppervlakte van 44 ha.
De onderstaande kaart toont de ligging van Vigneux-sur-Seine met de belangrijkste infrastructuur en aangrenzende gemeenten.

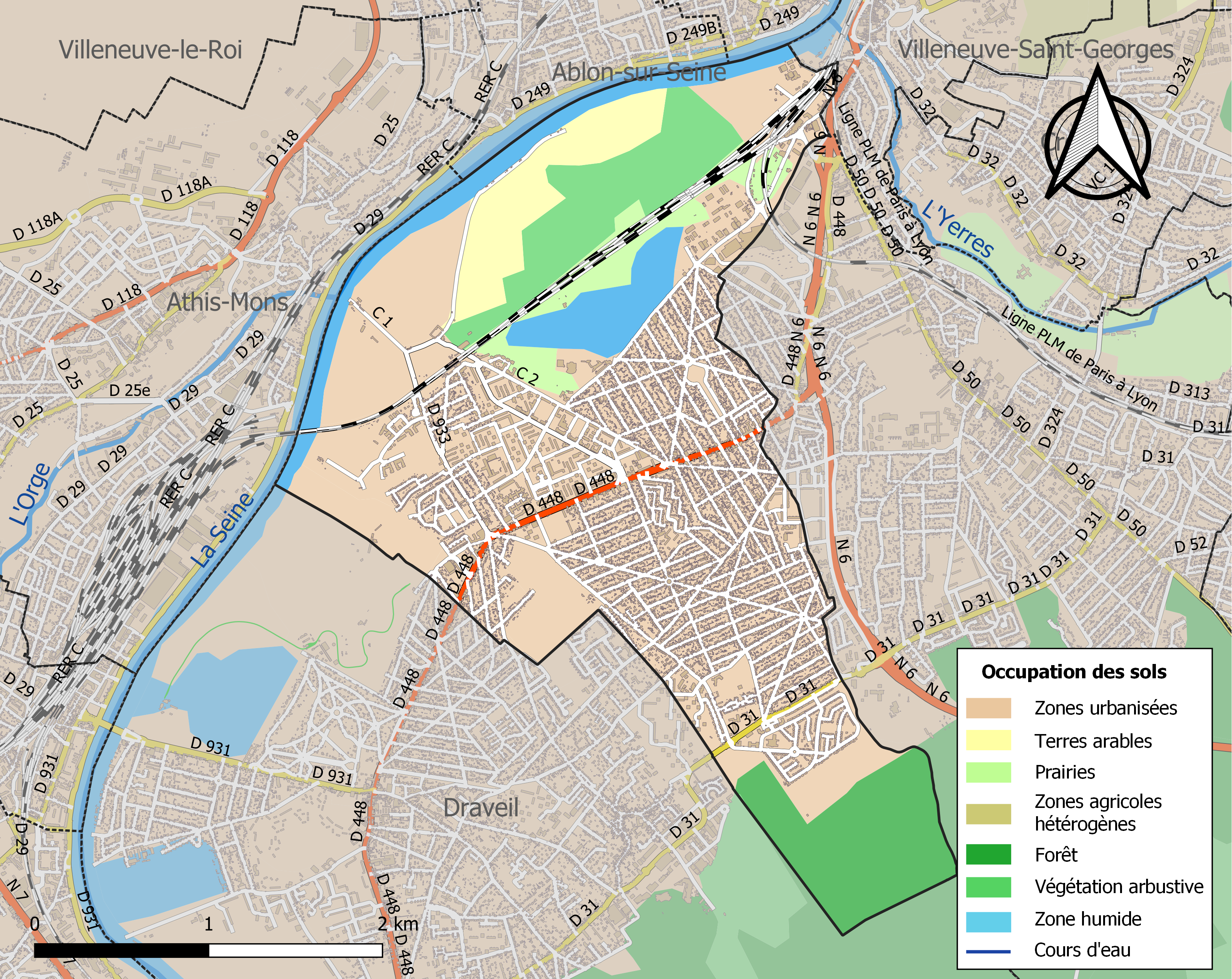

## Demografie
Onderstaande figuur toont het verloop van het inwonertal (bron: INSEE-tellingen).

## Onderwijs
Er is een vestiging van de École nationale de police in Vigneux-sur-Seine.

## Bezienswaardigheden
- Saint-Pierrekerk (1909) met resten van een oudere, 12e-eeuwse kerk die werd vernield tijdens de Franse Revolutie
- Château des Bergeries (15e eeuw)
- Parc du Gros-Buisson, een park van 22 ha met daarin het Château des Acacias (rond 1860)
- Château Dorgère (eind 19e eeuw)
- Château de Courcel (1878)
- Pierre à Mousseau, 2,7 meter hoge menhir